# 伍秉鑑

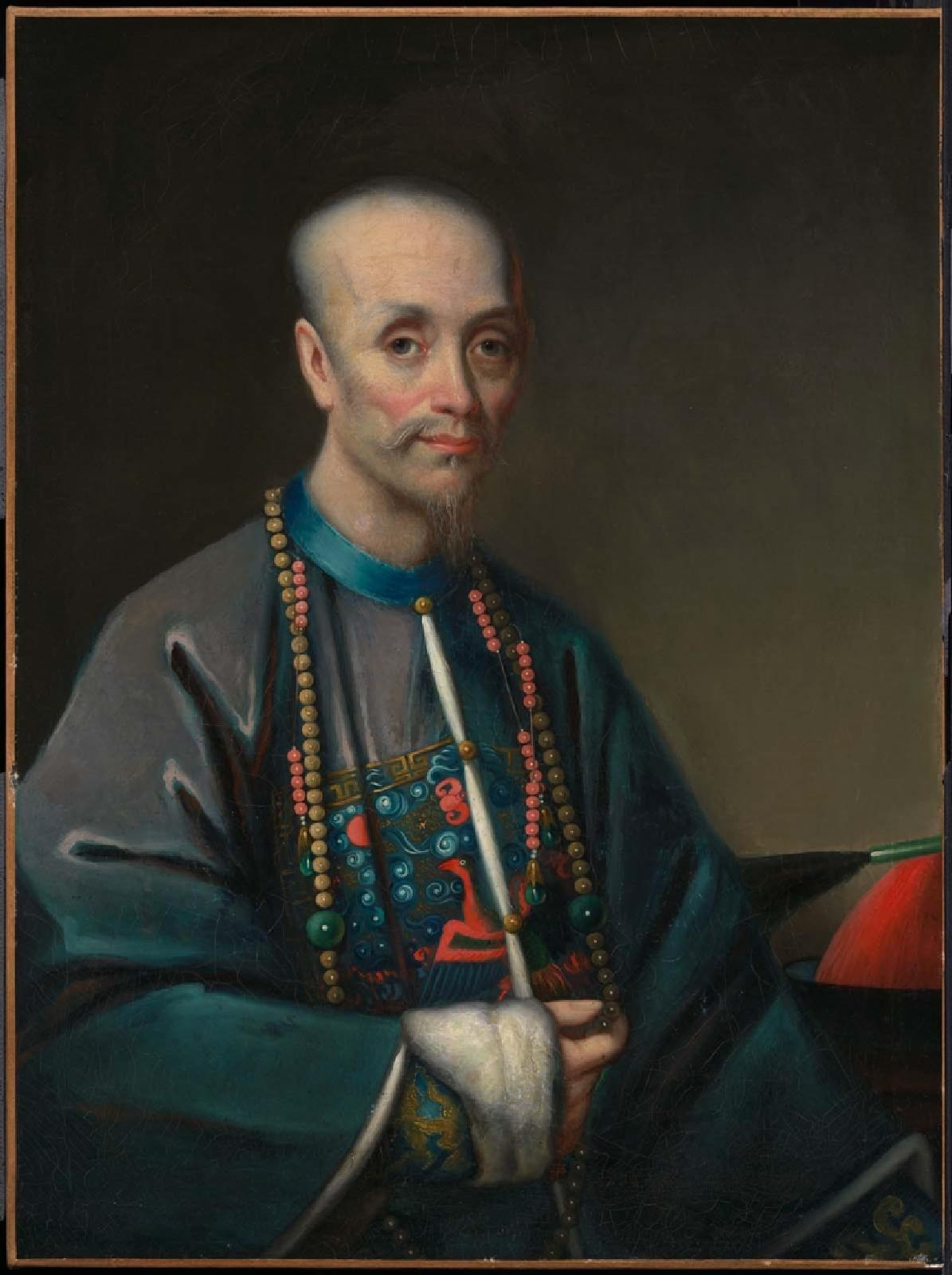
伍秉鑑

伍 秉鑑（ご へいかん、Wu Bingjian、1769年 - 1843年）、別名伍敦元、伍浩官（商人としての通名）は、中国福建を祖籍とする清朝末期の広州の豪商で、広東十三行のひとつである怡和行の当主。通名は父であり怡和行の創業者であった伍国宝が外国商人から呼ばれていた「浩官（Howqua）」を受け継いでいる。
1801年に伍秉鑑の怡和行は阿片の密輸に加わる。資産は2,600万銀元にのぼり、当代中国で最も富裕な商人であったと考えられる。英国商人は彼を「理財に優れ、人並み以上に聡明」と賞賛したが、一方で「生来気弱な性格」とも言われる。阿片戦争終結後、南京条約によって公行が英国商人に負った300万ドルの補償金のうち3分の1である100万ドルを供出している。1843年広州で病没。
伍秉鑑の息子、伍崇曜（伍紹栄）は『粤雅堂叢書』を編纂した。